# Andrea Della Corte
Andrea Della Corte (Napoli, 5 aprile 1883 – Torino, 12 marzo 1968) è stato un musicologo e critico musicale italiano.

## Biografia
Andrea Della Corte nacque a Napoli il 5 aprile 1883. Studiò giurisprudenza all'Università di Napoli, formando invece la propria cultura musicale autonomamente, al di fuori di ambienti accademici. Dopo alcune brevi esperienze giornalistiche napoletane, inizialmente al Don Marzio, poi al Mattino, si trasferì a Torino, dove fu critico musicale de La Stampa dal 1919 al maggio 1967. Portò il giornalismo musicale in Italia ad un livello di «professionalità finora sconosciuto». A Torino Della Corte insegnò anche storia della musica, sia presso il Conservatorio (1926-1953), che presso l'Università (1939-1953).
I suoi interessi principali furono l'opera buffa del XVIII secolo, Gluck e Verdi. Della Corte scrisse 35 libri e numerosi saggi e articoli, pubblicati sia in Italia che all'estero, molti dei quali considerati di fondamentale importanza per la musicologia moderna, caratterizzati da un giudizio musicale severo e dal tentativo di innovare il mondo degli studi musicali italiani. Fu membro di importanti istituzioni musicali e culturali, quali l'Accademia Nazionale dei Lincei di Roma, l'Accademia nazionale Luigi Cherubini di Firenze, dell'Accademia Nazionale di Santa Cecilia di Roma, l'Istituto Italiano per la Storia della Musica di Roma.
Della Corte morì a Torino il 12 marzo 1968. 
Era padre del latinista Francesco Della Corte.

## Omaggi
- La città di Torino gli dedicò la sezione musicale della biblioteca civica, poi costituita in Biblioteca civica musicale "Andrea Della Corte", alla quale la sua famiglia donò oltre 15 000 libri che gli erano appartenuti[4].

## Opere
- Paisiello. Settecento italiano, Fratelli Bocca, Torino 1922
- L'opera comica italiana nel '700. Studi ed appunti, Laterza, Bari 1923 (2 volumi)
- Le opere di Giuseppe Verdi. 1: Aida. Guida attraverso il dramma e la musica, Bottega di Poesia, Milano 1923
- Le opere di Giuseppe Verdi. 2: Otello. Guida attraverso il dramma e la musica, Bottega di Poesia, Milano 1924
- Scelta di musiche per lo studio della storia, Ricordi, Milano 1928
- Disegno storico dell'arte musicale. Con esempi, Paravia, Torino 1931
- La vita musicale di Goethe. Con ritratti e musiche, Paravia, Torino 1932
- Le teorie delle origini della musica e le musiche dei popoli antichi o primitivi : tesi per gli allievi delle scuole musicali secondo i nuovi programmi governativi, Paravia, Torino 1932
- Vincenzo Bellini: il carattere morale, i caratteri artistici, Paravia, Torino 1935 (con Guido Pannain)
- Un italiano all'estero: Antonio Salieri. Con 70 inedite citazioni musicali, Paravia, Torino 1936
- Giuseppe Verdi, Arione, Torino 1938
- Le relazioni storiche della poesia e della musica italiana. Elementari notizie di storia della musica per il liceo classico e scientifico e per l'istituto magistrale, Paravia, Torino 1940
- Rigoletto. Il Trovatore. La Traviata di Giuseppe Verdi, Istituto d'alta cultura, Milano 1943
- Dizionario di musica. Illustrato con riproduzioni di oltre 80 ritratti e 70 istrumenti, Paravia, Torino 1944 ( con Guido M. Gatti)
- Satire e grotteschi di musiche e di musicisti d'ogni tempo. Con caricature antiche e moderne e disegni di P. A. Gariazzo, UTET (Unione Tipografico-Editrice Torinese), Torino 1946
- Gluck e i suoi tempi, Sansoni, Firenze 1948
- L'interpretazione musicale e gli interpreti, UTET (Unione Tipografico-Editrice Torinese), Torino 1951
- Storia della musica, UTET (Unione Tipografico-Editrice Torinese), Torino 1952 (3 voll.; con Guido Pannain)
- Toscanini visto da un critico, ILTE (Industria Libraria Tipografica Editrice), Torino 1952 (ristampa: Arturo Toscanini, Studio Tesi, Pordenone 1981)
- Gli strumenti musicali nei dipinti della Galleria degli Uffizi, ERI-Edizioni Radio Italiana, Roma 1952 (con Marziano Bernardi)
- Tempi e aspetti della scenografia, ERI-Edizioni Radio Italiana, Roma 1954 (con Alpheus Hyatt Mayor, Mercedes Viale, Anton Giulio Bragaglia)
- Mozart in Italia, Ricordi, Milano 1956 (con Guglielmo Barblan)
- Tutto il teatro di Mozart, ERI-Edizioni Radio Italiana, Roma 1957
- La critica musicale e i critici, UTET (Unione Tipografico-Editrice Torinese), Torino 1961